# 包公出巡
《包公出巡》是根据古典名著《三侠五义》改编的電視劇。此剧以四个单元故事串连而成，分别是《龍鳳肚兜》、《夢回青樓》、《明鏡高懸》及《威震金陵》；每个故事有明显意识区隔的主题，突显包拯办的案子形形色色各有不同。該劇于2000年3月8日 在台灣電視公司播出。

## 剧情概述
第一單元《龍鳳肚兜》
富商高天儀憑龍鳳肚兜，指自己是仁宗的私生子。包拯冒著被急於認子的仁宗處斬的危險，以縝密的推理識破此一大陰謀。
第二單元《夢回青樓》
展昭愛上了青樓女子海棠，繼而惹上官司；包拯在法理及情義之間面臨決擇。
第三單元《明鏡高懸》
包拯接受了重審的挑戰，重審的案子是他二十年前初任知府時辦理的。包拯發現當年辦案確實有錯，一生清譽將毀，內心掙扎不已。
第四單元《威震金陵》
金陵王想推翻大宋江山，要挾包拯為其所用；包拯忠義自恃，不為所動。終於在金陵王之女顧全大局之下渡過難關。

## 演员表

### 主演
| 演员   | 角色   | 國語配音 | 粵語配音           | 简介         |
| 金超群 | 包拯   | （原音） | 周永光             | 奉旨代天巡狩 |
| 焦恩俊 | 展昭   | 杜滿生   | 雷霆，後期為劉昭文 | 包拯護衛     |
| 范鴻軒 | 公孫策 | 徐健春   | 陳偉權             | 包拯師爺     |
| 張晶   | 包紈   | 劉小芸   | 程文意             | 包拯侄女     |
| 李昆   | 包興   | 胡立成   | 盧傑群             | 包拯管家     |

### 四大門柱
| 演員   | 角色 | 國語配音          | 國語配音          | 國語配音          | 國語配音          | 粵語配音 | 簡介 |
| 演員   | 角色 | 第一單元 龍鳳肚兜 | 第二單元 夢回青樓 | 第三單元 明鏡高懸 | 第四單元 威震金陵 | 粵語配音 | 簡介 |
| 王子喻 | 王朝 | 官志宏            | 胡大衛            | 官志宏            | 官志宏            |          |      |
| 劉越逖 | 馬漢 | 陳宗岳            | 陳宗岳            | 陳宗岳            | 陳宗岳            |          |      |
| 黃立新 | 張龍 | 康殿宏            | 康殿宏            | 夏治世            | 夏治世            |          |      |
| 高亮   | 趙虎 | 夏治世            | 沈光平            | 李猶龍            | 李猶龍            |          |      |

### 龍鳳肚兜
| 演员   | 角色   | 國語配音 | 粵語配音 | 简介                                                                                     |
| 張嬿   | 皇太后 | 崔幗夫   | 姜麗儀   | 仁宗生母，急切盼望皇孫                                                                   |
| 張鐵林 | 宋仁宗 | 田平春   | 陳旭明   | 渴望皇子多年，被高緒的陰謀所蒙蔽，多次下令接高天儀入宮，險些鑄成大錯                     |
|        | 福安   | 陳宗岳   | 盧傑群   | 仁宗貼身太監                                                                             |
|        | 榮祥   | 陳宗岳   |          | 宮中太監，與龐太師友好                                                                   |
| 王瑞林 | 王丞相 | 陳宗岳   | 陸頌愚   | 當朝宰相                                                                                 |
| 金玉全 | 八王爺 | 康殿宏   | 曾秉輝   | 仁宗的皇叔                                                                               |
| 杜滿生 | 龐太師 | （原音） | 黃志明   | 龐妃父親，因害怕自己地位得到動搖而多次暗殺高天儀                                         |
| 張健   | 梁三   | 陳宗岳   |          | 龐太師手下，負責追殺高天儀                                                               |
| 陳志朋 | 高天儀 | 劉傑     | 陳廷軒   | 本為高緒與王秋榮的兒子，被高緒利用冒充皇子                                               |
| 龍隆   | 高緒   | 李英立   | 黃志成   | 鄴縣富商，想用自己的兒子冒充皇子，謀取富貴                                               |
| 魏秋樺 | 王秋容 | 崔幗夫   | 譚淑英   | 二十年前是宮中的宮女，名喚“蓮兒”，被仁宗寵幸，懷有龍子，被後宮迫害逃到鄴縣，被高緒所利用 |
| 夏雨   | 高天佑 | 夏治世   | 呂永林   | 真正的皇子，是個弱智。高緒對外聲稱是收養的義子                                           |
|        | 喜鵲   | 魏晶琦   | 周文瑛   | 高天佑貼身丫鬟                                                                           |
| 王渝文 | 李瑾兒 | 林芳雪   | 吳小藝   | 全大道與周雲姑之女，被父親利用以圓自己國師的美夢，愛慕高天儀                             |
| 白鷹   | 全大道 | 官志宏   | 梁志達   | 本名李至善，十七年前強暴民女周雲姑而生下女兒李瑾兒，后出家為道士                         |
|        | 周雲姑 | 王華怡   | 黃玉娟   | 李瑾兒之母，因為全大道搶走瑾兒而變得瘋癲                                                 |
| 彭岳蓬 | 董允   | 康殿宏   | 梁有恆   | 鄴縣縣令                                                                                 |

### 夢回青樓
| 演员   | 角色   | 國語配音 | 粵語配音 | 简介                                                               |
| 高戰   | 劉寶生 | 胡大衛   |          | 十二年前白家滅門血案的參與人之一                                   |
| 楊仲恩 | 巴人鳳 | 康殿宏   | 陸頌愚   | 大將軍，十二年前白家滅門血案的主謀                                 |
| 陸一龍 | 巴人傑 | 雷威遠   | 潘文柏   | 巴人鳳胞兄，十二年前白家滅門血案的主謀                             |
| 涂台鳳 | 巴妻   | 王華怡   | 周文瑛   | 巴人傑妻子                                                         |
| 張健   | 楊真   | 陳宗岳   | 黃志明   | 白家護院，一枝花的情人，因鑄成大錯而自殺                           |
| 宋丹丹 | 一枝花 | 崔幗夫   | 徐愛貞   | 原名銀杏，為隱藏身份，成為萬花樓的老鴇                             |
| 甄秀珍 | 白海棠 | 刘小芸   | 曾佩儀   | 十二年前慘遭滅門，搶奪珠寶的白家小姐，在護院楊真和銀杏的保護下脫逃 |
| 夏暉   | 秋兒   | 方雪莉   | 周文瑛   | 海棠的丫鬟                                                         |
| 張曉玲 | 牡丹   | 王華怡   | 譚淑嫻   | 萬花樓妓女                                                         |
| 吳晉華 | 徐志遠 | 陳宗岳   | 黃志明   | 瀘州知府                                                           |
| 午馬   | 崔祿   | 沈光平   | 馮志輝   | 嫂娘的胞弟，瀘州知府的刑名師爺                                     |
| 關毅   | 嫂娘   | 劉引商   |          | 包拯的嫂子                                                         |

### 明鏡高懸
| 演员   | 角色   | 國語配音 | 粵語配音 | 简介                                                                                             |
| 趙學煌 | 文嘯風 | 趙明哲   | 馮志輝   | 大名府知府，柳嘯雲二師弟，陷害柳嘯雲的主謀                                                       |
| 李志堅 | 傅立山 | 張鴻明   | 梁有恆   | 柳嘯雲三師弟，接替柳嘯雲，當上了龍虎鏢局的總鏢頭                                                 |
| 李欣   | 鳳喜   | 李映淑   | 徐愛貞   | 鳳喜酒坊的老闆，柳嘯云的情人                                                                     |
| 孫興   | 柳嘯雲 | 官志宏   | 陳旭明   | 原為龍虎鏢局總鏢頭，遭師弟們的陷害，成為死囚，他的一個兄弟替他而死，僥倖存活了二十年，發誓要報仇 |
| 李雲珠 | 依依   | 許淑嬪   | 譚淑嫻   | 孫豹子之女，她父親為了救柳嘯雲而死，被柳嘯雲撫養長大                                             |
| 于鯬   | 柳青   | 夏治世   | 陳廷軒   | 柳嘯雲之子，被文嘯風提拔為大名府的捕頭，從小到大，一直活在父親是個殺人犯的痛苦中                 |
| 王芳   | 玉娘   | 于潤蘭   | 譚淑英   | 柳嘯雲的妻子，柳青的母親                                                                         |

### 威震金陵
| 演员   | 角色   | 國語配音 | 粵語配音 | 简介             |
| 田平春 | 曹泰   | （原音） | 梁志達   | 金陵王之弟       |
| 唐國強 | 曹鴻   | 胡立成   | 潘文柏   | 金陵王           |
| 鮑正芳 | 王妃   | 崔幗夫   | 程文意   | 金陵王妃         |
| 高戰   | 方剛   | 楊少文   | 陸頌愚   | 金陵王府管家     |
| 張健   | 烏爾秋 | 陳宗岳   | 梁有恆   | 金陵王的副將     |
| 楊嘉諾 | 安吉   | 夏治世   | 曾秉輝   | 金陵王侍衛       |
| 王冰   | 安揚   | 李猶龍   | 盧傑群   | 金陵王侍衛       |
| 王彬   | 曹玉蘭 | 林芳雪   | 劉惠雲   | 金陵王之女       |
| 孫耀威 | 金戈   | 李猶龍   | 曾秉輝   | 大將軍金承剛之子 |
| 江濤   | 歐陽春 | 胡大衛   | 陸頌愚   | 北俠，金戈的師父 |
| 趙毅   | 鐵蛋   | 夏治世   | 陳偉權   | 金戈的結義兄弟   |
| 騰飛   | 大牛   | 官志宏   | 潘文柏   | 金戈的結義兄弟   |
| 王曉彤 | 毛毛   | 陳宗岳   | 雷霆     | 金戈的結義兄弟   |
| 宋愛武 | 韓大娘 | 崔幗夫   | 劉惠雲   | 金戈養母         |
| 邵峰   | 蘇晏   | 官志宏   | 馮志輝   | 江南西路轉運使   |
|        | 陸文祺 | 官志宏   |          | 禁軍指揮使       |

## 音乐
| 曲別          | 歌名       | 演唱者         | 作詞   | 作曲   |
| 主题曲/片尾曲 | 《見青天》 | 劉琢瑜、馬國萍 | 金超群 | 周象耕 |

## 軼事
由於本劇播出時正值2000年中華民國總統選舉，當時無黨籍總統候選人宋楚瑜聲勢正旺，而播映本劇的台視，過去雖由省府宋系人馬主理，但因凍省已由時任總統李登輝的女婿賴國洲入主，大致上支持中國國民黨提名的候選人、時任副總統連戰，而認為劇中「宋」字旗號及「宋」字旁白俱易使人聯想到宋楚瑜，故此劇中的「宋」字旌旗全被黑布遮蓋，而「宋」字對白（如「大宋」、「我宋朝」等）全被消音；但本劇歷史背景正是宋朝，「宋」字的出現實在難以避免，且最後連宋雙雙落選，故此被引為政治干預影視製作的深刻例子，亦為政治干預電視的笑談。